# Berlinia congolensis
Berlinia congolensis là một loài thực vật có hoa trong họ Đậu. Loài này được (Baker f.) Keay miêu tả khoa học đầu tiên.